# Hande Erçel
Hande Erçel (anhörenⓘ; * 24. November 1993 in Bandırma) ist eine türkische Schauspielerin.

## Karriere
Erçel wurde am 24. November 1993 in Bandırma geboren. Sie ist die Tochter von Kaya Erçel und Aylin Erçel und die Schwester von Gamze Erçel, die ebenfalls eine Schauspielerin ist. Anschließend studierte sie an der Mimar Sinan  Üniversitesi. Ihr Debüt gab sie 2013 in der Fernsehserie Tatar Ramazan. Danach war sie 2014 in Çılgın Dersane Üniversitede zu sehen.
Ihren Durchbruch hatte Erçel in der Serie Güneşin Kızları. Unter anderem spielte sie auch in der Fernsehserie Aşk Laftan Anlamaz. Die Serie verschaffte ihr große Popularität in Südasien und im Nahen Osten. Danach spielte sie in Siyah İnci. Anschließend bekam sie eine Rolle in Halka auf TRT 1 und später in der Serie Azize, die auf Kanal D ausgestrahlt wurde.
2020 bekam Erçel die Hauptrolle in Sen Çal Kapımı. Die Serie hatte in der Türkei hohe Einschaltquoten. Unter anderem wurde die Serie in 57 Ländern ausgestrahlt.

## Filmografie
Serien
- 2014: Çalıkuşu
- 2014: Çılgın Dersane Üniversitede
- 2014: Hayat Ağacı
- 2015–2016: Güneşin Kızları
- 2016–2017: Aşk Latfan Anlamaz
- 2017–2018: Siyah İnci
- 2019: Halka
- 2019: Azize
- 2020–2021: Sen Çal Kapımı
- 2023–2024: Bambaşka Biri
- 2025: Reminder

## Auszeichnungen
| Auszeichnungen und Nominierungen | Auszeichnungen und Nominierungen    | Auszeichnungen und Nominierungen           | Auszeichnungen und Nominierungen |
| Jahr                             | Auszeichnung                        | Kategorie                                  | Ergebnis                         |
| -------------------------------- | ----------------------------------- | ------------------------------------------ | -------------------------------- |
| 2012                             | Miss Civilization of World          | -                                          | Gewonnen                         |
| 2015                             | Altın Kelebek Awards                | -                                          | Gewonnen                         |
| 2016                             | İTÜ EMÖS Success Awards             | Erfolgreichste Schauspielerin              | Gewonnen                         |
| 2016                             | Turkey’s Youth Awards               | Beste Schauspielerin                       | Gewonnen                         |
| 2016                             | KTÜ Media Awards                    | -                                          | Gewonnen                         |
| 2016                             | İMK Social Media Awards             | Beste Schauspielerin                       | Nominiert                        |
| 2017                             | Müzikonair Awards                   | Beste Schauspielerin in einer Fernsehserie | Nominiert                        |
| 2017                             | Yeditepe University 5. Dilek Awards | Beste Schauspielerin in einer Komödie      | Gewonnen                         |
| 2017                             | Turkey’s Children Awards            | Beste Schauspielerin in einer Fernsehserie | Nominiert                        |
| 2017                             | İstanbul Moda Rehberi Awards        | Beste Schauspielerin                       | Gewonnen                         |
| 2017                             | Altın Kelebek Awards                | Beste Schauspielerin in einer Komödie      | Gewonnen                         |
| 2018                             | Marketing Turkey: The One Awards    | Beste Schauspielerin                       | Gewonnen                         |
| 2021                             | Golden Wings Awards                 | Beste Schauspielerin des Jahres            | Gewonnen                         |
| 2021                             | Öğrencilere Sorduk Project          | -                                          | Gewonnen                         |
| 2021                             | Güzel Awards                        | Beste Schauspielerin                       | Gewonnen                         |
| 2021                             | Güzel Awards                        | Bestes Schauspielduo                       | Gewonnen                         |
| 2021                             | 10th KTÜ Media Awards               | -                                          | Gewonnen                         |